# Cheongnim-dong, Pohang
Cheongnim-dong (koreanska: 청림동) är en stadsdel i staden Pohang i provinsen Norra Gyeongsang i den östra delen av Sydkorea, 280 km sydost om huvudstaden Seoul. Den ligger i det södra stadsdistriktet, Nam-gu. 
Stadsdelen domineras av Pohang Airport, dock ligger själva terminalbyggnaden i Donghae-myeon.